# تالس هوس
تالس گوستاوو هوس (متولد ۲۷ آوریل ۱۹۸۹ در سائو لئوپولدو) بازیکن والیبال اهل برزیل، عضو تیم ملی برزیل، دارنده مدال نقره قهرمانی جهان ۲۰۱۴ و ۲۰۱۸ است.